# Ljestve (časopis)
Ljestve (The Ladder) su bile prva nacionalno distribuirana lezbijska publikacija u Sjedinjenim Državama. Časopis je objavljivan mjesečno od 1956. do 1970., a dvomjesečno 1971. i 1972. godine. Bila je to primarna publikacija i način komunikacije za Kćeri Bilitis (Daughters of Bilitis, DOB), prve lezbijske organizacije u SAD-u. Podržali su je ONE, Inc. i Mattachine Society, s kojima su DOB zadržao prijateljske odnose. Ime časopisa izvedeno je iz umjetničkog djela na prvoj naslovnici, jednostavnih crteža koji prikazuju likove koji se kreću prema ljestvama koje su nestale u oblacima.

## Povijest
Prva lezbijska publikacija u Sjedinjenim Državama bio je bilten pod nazivom Vice Versa, pod naslovom "America's Gayest Magazine". Stvorila ga je i uredila tajnica po imenu Edith Eyde (koristeći pseudonim Lisa Ben, anagram od "lesbian") u Los Angelesu, a privatno ga je distribuirala na tom području od 1947. do 1948. godine.
Prvo izdanje Ljestvi pojavilo se u listopadu 1956, uredila ga je Phyllis Lyon, koja je 1955. zajedno s Del Martin osnovala Kćeri Bilitis, obje s novinarskim iskustvom. Mnogi od njegovih suradnika koristili su pseudonime ili inicijale. Lyon je prvih nekoliko mjeseci uređivala Ljestve kao "Ann Ferguson", ali je od tog imena odustala kao način da ohrabri svoje čitatelje da se ne skrivaju. Prva izdanja časopisa prosječno su iznosila 20 stranica, a svaki se broj povećavao s 12 na 30 stranica do kraja prvog broja. Volontersko osoblje izrađivalo je svaki broj na pisaćoj stroju, kopiralo ga mimeografom i spajalo rukom. Uključivao je recenzije knjiga, vijesti, poeziju, kratke priče, tekuću bibliografiju lezbijske literature, pisma čitatelja i novosti sa sastanaka DOB-a. Godine 1959. časopis je zauzeo rijetko političko stajalište protiv kandidata za gradonačelnika San Francisca Russela Woldena koji je kritizirao dosadašnjeg gradonačelnika Georgea Christophera zbog čega je grad postao utočište za "seksualne devijante" Ljestve su izdavane u smeđem papirnatom omotu za svo vrijeme svog postojanja. Bilo je 175 primjeraka prvog broja, a pripadnici DOB-a poslali su ih poštom svim ženama koje su znale i koje bi mogle biti zainteresirane, uključujući profesionalke iz telefonskog imenika u San Franciscu i ostale diljem Sjedinjenih Država. Ubrzo je postao dostupan na kioscima u većim gradovima i putem pretplate, dobivene usmenom predajom.
Do listopada 1957. broj pretplatnika je narastao na 400. Dramaturginja Lorraine Hansberry je u svibnju 1957. godine napisala zahvalnicu s potpisom "LHN", nudeći 2,00 američka dolara za bilo kakva prošla izdanja i izjavivši da joj je bilo "drago kao da postojiš". Lyon je objavio cijelo svoje pismo,zauzimajući dvije od 30 stranica tog broja. Povjesničarka Marcia Gallo napisala je za Ljestve : "Ženama koje su naišle na primjerak u ranim danima, Ljestve su bile spas. Bilo je to sredstvo izražavanja i dijeljenja inače privatnih misli i osjećaja, povezivanja kilometrima i različitih svakodnevnih života, probijanja izolacije i straha." Iako Gallovu tvrdnju podupiru objavljena pisma u časopisu, neobjavljena pisma kritizirala su časopis zbog formata, svrhe i sadržaja kao neučinkovitih.

## Promjene
Godine 1963. Barbara Gittings preuzela je uređivanje Ljestvi, dajući časopisu politički izraženiji stav i dodavši "Lezbijsku recenziju" ("A Lesbian Review") pod naslovom časopisa. Crteži na naslovnici zamijenjeni su fotografijama lezbijki, kako bi bile vidljivije. Prva žena koja se pojavila na fotografiji na naslovnici u svibnju 1964. godine bila je neimenovani model. Prva žena koja je dopustila da se tiska njezino ime bila je iz Indonezije koja je poslala svoju sliku i pismo s objašnjenjem koliko je izolirana. Osim prve dvije naslovnice, ostatak portreta koji su se pojavili na naslovnici Ljestve snimio je Gittingsov partner, Kay Lahusen. Na naslovnici Lahusenove fotografije Lilli Vincenz iz siječnja 1966. godine prvi je predstavljen imenovani model bez sunčanih naočala ili u profilu. Do 1966. godine, sjećao se Gittings, postojao je popis žena koje su bile spremne posuditi svoju fotografiju i svoje ime na naslovnicu. Poboljšanje kvalitete proizvodnje u časopisu očito je velikim dijelom zahvaljujući mjesečnoj donaciji od 100 000 američkih dolara koju je DOB dobio od izvora kojeg su poznavali samo pod nazivom "Pennsylvania", a primana je između 1963. i 1969.
Gittings je bila u savezu s Frankom Kamenyem iz Mattachine Society i često je tiskala njegove članke u Ljestvama. S Kamenyjem i ostalim članovima Washingtonskog društva Mattachine, Gittings je započeo s piketiranjem istaknutih lokacija poput Bijele kuće i State Departmenta, te izvještavao o sesijama piketiranja, potičući u Ljestve i druge da to čine. Razlike u smjeru politike postale su problem, a Gittings je svrgnuta s mjesta urednice 1966. Jedan izvor tvrdi da se to dogodilo nakon što je na naslovnici uklonila "Samo za odrasle", zanemarujući savjetovanje s kćerima Bilitisa, iako drugi izvor kaže da je Gittings svrgnut jer je previše puta kasnila s objavljivanjem pojedinih izdanja.
Jedna od najranijih članica Kćeri Bilitisa, Helen Sandoz, preuzela je uredništvo, vraćajući se apolitičnijem i opuštenijem stavu, ponekad potpisavši svoje uvodnike kao svoja mačka. Barbara Grier preuzela je dužnost urednice 1968. godine, a prethodno je za magazin sudjelovala pod raznim pseudonimima kao što su Gene Damon, Lennox Strong i Vern Niven. Svoj najznačajniji doprinos dala je kao recenzentica knjige, a kad je postala urednica, nastojala ju je učiniti profesionalnijom. Časopis je dobio uglađeniji izgled s više materijala - drugo izdanje pod Grierom bilo je na 48 stranica. Iako je sjedište Ljestvi bilo u San Franciscu, Grier je vodila časopis na udaljenost, iz Kansas Cityja. Utrostručila je pretplatu uklanjanjem "lezbijke" s naslovnice i više se okrenula feminističkim problemima.

## Kontroverza na kraju
Godine 1970. DOB se raspao zbog organizacijskih problema, neslaganja oko usklađivanja s homofilskim organizacijama sastavljenim pretežno od homoseksualnih muškaraca i podrške rastućem feminističkom pokretu. Del Martin i Phyllis Lyon pridružile su se Nacionalnoj ženskoj organizaciji i ohrabrile čitatelje Ljestve da učine isto. Mlađi članovi koji su bili potaknuti konfrontiranijim metodama prosvjeda, nisu se složili s nekim idejama starijih članova. Zabrinuta da će časopis biti izgubljen zbog nedostatka usmjerenja u nacionalnoj organizaciji, predsjednica DOB-a Rita LaPorte posjedovala je 3.800 članova mailing liste za Ljestve (od kojih su postojala samo dva primjerka, čiji je predmet bio godišnji članak da žene uvjere da su njihova imena sigurna) u Reno bez znanja Martina i Lyonsa, a ona i Barbara Grier nastavile su ga objavljivati sve do rujna 1972. kada im je ponestalo sredstava. Kad su Ljestve prekinule vezu s DOB-om, anonimne donacije za pomoć časopisu prestale su. Pojavila se kontroverza između Del Martina i Phyllis Lyons, Barbare Gittings i Helen Sandoz koje su imale stav da je popis pretplatnika ukraden, i Grier koja je izjavila da je uzimanje popisa nužno za održavanje umiruće organizacije na živoru.
Godine 1975. Arno Press objavio je devetotomnu kompilaciju Ljestvi u tvrdom uvezu u sklopu svoje serije "Lezbijke i homoseksualci u društvu, povijesti i književnosti" s kratkim predgovorom Barbare Grier. U razgovoru s novinarom i povjesničarom Rodgerom Streitmatterom o Ljestve, Grier je komentirao da "nijedna žena nikada nije dobila novac za svoj rad, a neke ... su mentalno i fizički propale ulažući svoju energiju u časopis." Smatrala je da "većina (urednika) vjeruje da svojim radom pomiču svijet u smjeru napretka i vjerujem da su bili u pravu".

## Sadržaj
Godine 1956. Kćeri Bilitis napisale su svoju izjavu o misiji, koja je do 1970. bila tiskana na unutrašnjosti svake naslovnice časopisa:
1. Edukacija drugačijih... kako bi joj omogućila da razumije sebe i prilagodi se društvu ... to se postiže uspostavljanjem ... knjižnice ... na temu seksualnih devijacija; sponzoriranjem javnih rasprava ... koje će voditi vodeći članovi pravnih, psihijatrijskih, vjerskih i drugih profesija; zagovarajući način ponašanja i odijevanja prihvatljiv za društvo.
2. Obrazovanje javnosti ... što dovodi do konačnog sloma pogrešnih tabua i predrasuda.
3. Sudjelovanje u istraživačkim projektima uredno ovlaštenih i odgovornih psihologa, sociologa i drugih takvih stručnjaka usmjerenih na daljnje upoznavanje homoseksualaca.
4. Istraga kaznenog zakona koja se odnosi na homoseksualca, prijedlog promjena ... i promicanje tih promjena kroz zakonski postupak u državnim zakonodavstvima."[18]

### Obrazovanje drugačijih
Ljestve su od početka nastojale doći do žena koje su bile izolirane uvjeravajući ih u esejima i uvodnicima da nisu same. Također se nastojalo educirati žene o pravnim pitanjima - Kćeri Bilitis služile su ženama kao društvena alternativa barovima, gdje su homoseksualci 1950-ih često bili uhićivani. U prilozima su često bili eseji o poznatim lezbijkama i biseksualnim ženama kroz povijest, poput Radclyffea Halla, kraljice Kristine i Renée Vivien.
Doprinosi odvjetnika, psihijatara i liječnika bili su česti, kao i stupci sa savjetima o tome kako odgajati djecu dok su "devijantna". Marion Zimmer Bradley ponudila je savjet treba li ostati u braku nakon što se zna da je lezbijka. A pitanje braka ponovno je pokrenuto 1959. godine kada su Ljestve izvijestile na panel diskusiji koju su sponzorirale Kćeri Bilitis, a koja je raspravljala o tome može li brak izliječiti homoseksualnost, a sva mišljenja psihoterapeuta pri ruci su govorila da ne može, i jedna koja nudi da nije bilo izliječiti jer nije bila bolest. Kolumna iz 1957. godine sa psihoterapeutom koji je dao svoje mišljenje o tome kako se utvrđuje izvor lezbijkinog straha od muškaraca: "Osnovni problem u procjeni vaših osobnih problema je otkriti zašto izbjegavate seksualne odnose s muškarcima. Drugim riječima, problem nije zašto volite žene, već zašto ne volite muškarce." Forrest J Ackerman napisao je dva članka pod svojim pseudonimom LauraJean Ermayne (obično se koristi za pisanje lezbijskog pulp fictiona) i proglašen je "počasnom lezbijkom" za svoje doprinose.
Kćeri Bilitis također su sponzorirale prezentacije o tome kako prihvatiti sebe kao homoseksualca u društvu koje to ne prihvaća. "Mnoga kreativna polja su pred vama AKO ćete se prestati prezirati, prestati se sramiti i početi stvarati mjesto za sebe na ovoj zemlji. To nije nezamislivo. U prošlosti postoje društva koja su homoseksualcima davala njihovo mjesto u društvu", rekao je jedan gostujući psihoterapeut.

#### Ljestvevs. Ann Aldrich
Prijave poezije počele su gotovo odmah, kao i prijave kratkih priča s lezbijskim temama. Recenzije knjiga bile su uobičajene, uključujući žustru razmjenu tiska između suradnika The Ladder i autorice Marijane Meaker kao Ann Aldrich od 1957. do 1963. godine. Meaker je neizmjerno uspješnu Proljetnu vatru napisala 1952. godine pod imenom Vin Packer i bila je poznata Kćerima Bilitis. Njene knjige Mi hodamo sami iz 1955. i Mi, također, moramo voljeti iz 1958. bile su njezina verzija knjige Homoseksualac u Americi Donalda Webstera Coryja, nefikcijske knjige objavljene 1951. o tome kako je živjeti kao homoseksualac u SAD-u. Knjige Meakerove u izdanju Gold Medal Books distribuirale su se diljem SAD-a i dale ljudima na udaljenim mjestima predodžbu o tome kako je živjeti kao lezbijka. Knjige, međutim, nisu bile posebno pozitivne prema lezbijkama, a Del Martin i Barbara Grier napale su način kako su lezbijke prikazane. Počele su kritizirati knjige u Ljestvama i sugerirati da Meaker u njima izražavao mržnju prema sebi. Del Martin je pisala Marijane Meaker osobno 1958. godine, dajući joj besplatnu pretplatu na časopis. Doseg Marijane Meaker do žena bio je mnogo širi distribucijom njezinih knjiga, a od žena je dobivala toliko pošte tražeći resurse i podršku da nije mogla odgovoriti na sve to, pa je pisce pisama uputila na Kćeri Bilitis. Međutim, u tiskanom obliku, Meaker je odgovorila na otvorena pisma u Ljestvama u njezinoj sljedećoj knjizi Carol in a Thousand Cities 1960. godine, kritizirajući amaterski domaći izgled časopisa, fikciju i poeziju koju nije cijenila i ideje predstavljene u časopisu. Ljestve su još jednom odgovorile, još jednom dovodeći odanost Meakerove u pitanje Koliko god Carol u tisućama gradova bila negativna prema The Ladder, to je bila glavna reklama za DOB i pisma su im počela pristizati iz cijelih SAD-a.

### Rodno izražavanje
Kćeri Bilitisa u početku su pristupile odnosima lezbijki i heteroseksualnog društva širem promicanjem asimilacije što je više moguće, u nadi da će heteroseksualci vidjeti da lezbijke nisu drastično različite od sebe." Rasprava o prikladnosti i utjecaju žena koje pokazuju muško odijevanje i ponašanje vođena je na stranicama Ljestve. "Djeca u muhastim hlačama i s butch frizurama i manirima su najgori publicitet koji možemo dobiti", napisao je jedan čitatelj 1956. godine, na što je odgovorio predsjednik DOB-a D. Griffin, "Naša je organizacija već dotaknula tu stvar i pretvorio nekoliko da se sjete da su prvo žene, a drugo butch za žene, pa bi njihova odjeća trebala biti ono što će društvo prihvatiti. Suprotno vjerovanju, pokazali smo im da za njih postoji mjesto u društvu, ali samo ako to žele učiniti. "
U lipnju 1957. objavljena je obrana izbora nekih žena da nose hlače pod naslovom "Transvestizam - međukulturno istraživanje". U studenom iste godine tiskani su urednički odjeljci časopisa The San Francisco Examiner i San Francisco Chronicle koji su molili žene da ne nose hlače: "Kad dame mlade i stare nose traljave hlače ili uske hlače na Market St., volio bih da imam pištolj na vodu da mogu svaku od njih dobro poprskati. Dame, molim vas, budite dame." Međutim, u istom broju, esej je potaknuo žene da prošire svoju definiciju ženstvenosti: "Naravno da možemo (prihvatiti svoju ženstvenost) ako samo proširimo pogled na sve žene: nježne, sramežljive, hrabre, krotke, poduzetne, raskošne..." Pitanje hlača ponovno je pokrenuto 1959. godine, ponovljenim ispisom priče o UPI-ju, u kojoj se navodi da su žene u hlačama trebale postati moderne te godine,i opet kad je Gene Damon napisao pregled žena koje su kroz povijest Zapada živjele kao muškarci.
Kad su se kćeri Bilitisa ili Mattachine Society dogovorile, vijest je objavljena. Časopis je sastavio neke od prvih statistika o lezbijkama u Sjedinjenim Državama slanjem upitnika za čitatelje, prvi 1957. i ponovno 1963. godine. Značajna je razlika bila u tonu časopisa nakon što je Barbara Gittings čula Franka Kamenyja kako govori na nacionalnoj konvenciji DOB-a da je pokušaj pronalaska uzroka homoseksualnosti gubljenje vremena jer je jednak heteroseksualnosti. Mnogi su se članci od 1956. do 1963. usredotočili na načine funkcioniranja u premoćno homofobnom svijetu, ali postupno su se počeli pojavljivati članci koji su bili neutemeljeni u promicanju lezbijstva.
Nakon što je Barbara Grier preuzela vlast, na naslovnici su se počeli pojavljivati umjetnički radovi umjetnika poput Romaine Brooks i Georgije O'Keeffe. Prilozi pisaca uključuju članke Jane Rule, Marthe Shelley i Rite Mae Brown.

### Ernestine Eckstein
Mnogo onoga što je poznato o vjerovanjima i životu Ernestine Eckstein preuzeto je iz intervjua u Ljestvama u lipnju 1966. Eckstein je bila jedna od dvije žene u boji koje su se našle na naslovnici časopisa. Ne treba podcjenjivati važnost Ecksteinovog broja Ljestvi : "Njezina slika na naslovnici i njezine ideje na stranicama Ljestve uvelike su zakomplicirale predodžbe o vrstama žena koje su bile uključene u DOB i proširile definicije lezbijki identitet". Njezino pokrivanje u Ljestvama jedini je poznati objavljeni članak koji u značajnoj mjeri sadrži Ecksteina.

## Poveznice
- Popis lezbijske periodike
- Vice Versa (časopis)

## Vanjske poveznice
- Partial archives of The Ladder (Vol. 1–2, 9–16) at Alexander Street Press
- Archives of The Ladder (Vol. 5–16) at University of California, Berkeley Libraries
- Phyllis Lyon describes the beginning of The Ladder na YouTubeu